# Ṭ̈
Ṭ̈ (minuscule : ṭ̈), appelé T tréma point souscrit, est une lettre utilisée dans la romanisation UNGEGN.

## Utilisation
Dans la romanisation UNGEGN, ṭ̈ est utilisé pour translittérer le t alvéolaire, notamment écrit ഺ en malayalam.

## Représentations informatiques
Le T tréma point souscrit peut être représenté avec les caractères Unicode suivants :
- composé  (latin étendu additionnel, diacritiques) :

| formes    | représentations | chaînes de caractères | points de code | descriptions                                               |
| --------- | --------------- | --------------------- | -------------- | ---------------------------------------------------------- |
| capitale  | Ṭ̈               | Ṭ◌̈                    | U+1E6C U+0308  | lettre majuscule latine t point souscrit diacritique tréma |
| minuscule | ṭ̈               | ṭ◌̈                    | U+1E6D U+0308  | lettre minuscule latine t point souscrit diacritique tréma |

- décomposé (commandes C0 et latin de base, diacritiques) :

| formes    | représentations | chaînes de caractères | points de code       | descriptions                                                           |
| --------- | --------------- | --------------------- | -------------------- | ---------------------------------------------------------------------- |
| capitale  | Ṭ̈               | T◌̣◌̈                   | U+0054 U+0323 U+0308 | lettre majuscule latine t diacritique point souscrit diacritique tréma |
| minuscule | ṭ̈               | t◌̣◌̈                   | U+0074 U+0323 U+0308 | lettre minuscule latine t diacritique point souscrit diacritique tréma |